# Paullinia seminuda
Paullinia seminuda är en kinesträdsväxtart som beskrevs av Ludwig Radlkofer. Paullinia seminuda ingår i släktet Paullinia och familjen kinesträdsväxter. Inga underarter finns listade i Catalogue of Life.